# Das Zeichen des Vampirs
Das Zeichen des Vampirs ist ein Schwarzweiß-Horrorfilm von Regisseur Tod Browning aus dem Jahr 1935, mit Bela Lugosi in der Titelrolle. Der Film ist eine Neuverfilmung von Brownings Um Mitternacht (London after Midnight), einem Stummfilm von 1927.

## Handlung
Baron Karel Borotyn wird im Arbeitszimmer seines Schlosses tot aufgefunden. Der herbeigerufene Dr. Doskil untersucht die blutleere Leiche und findet am Hals Spuren, die auf einen Vampirbiss hindeuten. Es wird vermutet, dass nur der Vampirgraf Mora daran schuld sein kann. Inspektor Neumann aus Prag glaubt nicht an Vampire und vermutet den Mörder unter den Lebenden. Baron Otto von Zinden gilt als der Hauptverdächtige, da er ein Auge auf Irena, die Tochter des Ermordeten, geworfen hat. Es finden sich jedoch keinerlei Beweise für diese Theorie, und Neumann sucht Rat bei dem Vampirexperten Professor Zelen. Neumann und Irena fassen einen Plan, um den Mörder zu entlarven.
Bald geschehen seltsame Dinge, und Graf Mora schleicht durch das Schloss. Auch dessen Tochter Luna, selbst ein Vampir, wird von erschreckten Passanten gesehen und zieht Irena in ihren Bann. Sogar der verstorben geglaubte Baron Borotyn steht wieder von den Toten auf. Irena weist Bisswunden an ihrem Hals auf und wird immer schwächer. Deshalb überzeugt Professor Zelen Inspektor Neumann und Otto von Zinden davon, gemeinsam in die Gruft zu gehen, um nach den Vampiren zu suchen. Tatsächlich finden sie unter den Untoten den ermordet geglaubten Baron und beobachten ein gespenstisches Treffen der Vampire in einer verfallenen Kapelle.
Baron von Zinden ist entsetzt über die Existenz der Vampire und lässt sich später von Professor Zellen unter Hypnose setzen. Dabei wird die Mordnacht noch einmal ins Gedächtnis gerufen. Das Opfer wurde vergiftet, und der Baron wird als Mörder entlarvt. Er hat den vermeintlich Ermordeten mit Messerstichen am Hals verletzt, um Vampirbisse vorzutäuschen, und dann den Körper geschröpft, so dass kein Blut mehr vorhanden war. Als Nachlassverwalter der Familie wollte er sich das Erbe erschleichen. 
Es stellt sich jedoch heraus, dass das ganze Vampirtreiben nur inszeniert war, um den Mörder zu erschrecken und somit zu entlarven. Die Vampire und sogar der ermordete Baron waren Schauspieler. In der Schlussszene sieht man die abgeschminkten Schauspieler, die ihre Kostüme einpacken, und „Graf Mora“, der sich mit seinen schauspielerischen Qualitäten brüstet.

## Hintergrund
In den USA hatte der Film am 28. März 1935 Premiere und lief am 26. April 1935 in den Kinos an. In Österreich kam der Film im selben Jahr unter dem Titel Das Zeichen des Vampyrs in den Verleih. In der Bundesrepublik Deutschland hatte der Film am 26. März 1982 im Fernsehen seine Premiere.
- Nach dem heute verschollenem Film London After Midnight drehte Browning eine Neuverfilmung, die sich auch eng an seiner Vorlage The Hypnotist orientierte.
- Carroll Borlands Kostüm und Schminke als Vampirfrau waren Vorbild für zahlreiche spätere Darstellungen eines weiblichen Vampirs, wie z. B. die Figur der Lily Munster in der Fernsehserie The Munsters.
- Das ungewöhnliche Ende des Films wurde seinerzeit schon kontrovers diskutiert.
Viele Handlungsstränge im Film erschienen sehr unglaubwürdig: 
  - So wurden von den Schauspielern keine Fußspuren im dicken Staub hinterlassen.
  - Die Schauspieler agierten sogar ohne heimliche Beobachter wie Vampire.
  - Offen blieb auch die Frage, warum eine Vampirinszenierung überhaupt nötig war, wenn der Mörder letztendlich unter Hypnose die Wahrheit sagte.
  - Wie konnte von Zinden als Nachlassverwalter des Barons nicht erkennen, dass der Baron ein Schauspieler war?
  - Wie kann ein Mensch, der vergiftet und bis zur Blutleere geschröpft wurde, seine Arbeit als Schauspieler weiter wahrnehmen?
- Das vorschnelle Ende und letztendlich die drastische Kürzung des Filmes war von Metro-Goldwyn-Mayer erwünscht, da sich die Studios damals auf Familienfilme spezialisierten und ein Horrorfilm nicht in das Konzept passte. Des Weiteren war schon Brownings Film Freaks von 1932 in diversen Bundesstaaten und Städten der USA verboten worden und MGM wollte nicht noch einmal einen Skandal fördern. Jedoch sind im Original-Trailer, den es auf Youtube.com zu sehen gibt, zwei Szenen zu sehen, die in der jetzigen Filmfassung nicht mehr enthalten sind. Die restlichen herausgeschnittenen Szenen gelten als verschollen.[2]

## Kritiken
„Dieser Horrorklassiker von Großmeister Tod Browning (‚Freaks‘, ‚Dracula‘, ‚Der Rabe von London‘, ‚The Unknown‘) ist eine stimmungsvolle, hervorragend gespielte Mischung aus Krimi und Grusel. Auch wenn die einzige noch erhaltene Fassung stark gekürzt ist, lässt sie die Brillanz des Originals erahnen. Ein gelungener Grusel-Spaß ist dies allemal.“

Die Filmzeitschrift Cinema meint: 

„Das Ende ist leider unlogisch und verärgerte schon Bela Lugosi (als Vampir-Graf Mora), der damals vergeblich protestierte. Ausstattung und Kameraarbeit machen den Oldie dennoch sehenswert. Fazit Schaurig schön, auch noch nach 67 Jahren.“

Das Lexikon des internationalen Films sah „[e]ine geschickte Mischung von Kriminal- und Horrorfilm“ und lobte die „gute Kameraarbeit“.